# Duesenberg Model A
De Duesenberg Model A was het eerste productiemodel van de Amerikaanse autobouwer Duesenberg, die voordien enkel racewagens bouwde. Tot 1927 werden ongeveer 650 exemplaren gebouwd. De Model A werd opgevolgd door de Duesenberg Model X en Model Y om uiteindelijk tot de beroemde Model J te komen.

## Geschiedenis
De Duesenberg Motor Company was opgericht in 1913 en had sindsdien steeds racewagens gebouwd. In 1920 werd van zo'n racewagen een eerste productiemodel afgeleid en voorgesteld op het autosalon van New York. De racewagen in kwestie was de auto die in juli van dat jaar de Grand Prix van Frankrijk had gewonnen.
Hiermee was de Duesenberg Model A geïntroduceerd, maar de productie begon pas in december 1921. Meteen was het een van de meest vooruitstrevende auto's van zijn tijd. Bij de introductie was de Model A de enige auto met een acht-in-lijnmotor, hydraulische remmen op de vier wielen en ballonbanden.
Duesenberg had veel gebruikgemaakt van aluminium voor de motor. De Model A woog ongeveer 1678 kg en de 4,3 l van 87 pk zorgde voor een topsnelheid van 137 km/u. Ondanks al die kwaliteiten verkocht de Model A allerminst goed met amper 650 exemplaren in al die productiejaren. Hiervoor waren waarschijnlijk verschillende oorzaken. Eén ervan was dat de Duesenberg-broers in Duitsland geboren waren, en dat vlak na de Eerste Wereldoorlog. Verder was er ook de prijs. Die ging van $7000 tot $8000, wat in de jaren 1920 gelijkstond aan een klein fortuin.
Toen Duesenberg in 1926 werd overgenomen door Erret Cord was de productie één of twee stuks per week. Cord liet de ontwikkeling van de beroemde Duesenberg Model J beginnen en liet de Model A intussen opvolgen door een tussenmodel, de Model X.
De Model A werd niet alleen verkocht; Er werd ook mee geracet. Gedurende de jaren 1920 werd de Indianapolis 500-race drie maal gewonnen.